# Église Saint-Sauveur d'Aubagne
L’église Saint-Sauveur d'Aubagne est  située à Aubagne dans le département français des Bouches-du-Rhône, en région Provence-Alpes-Côte d'Azur.

## Histoire
De style roman, l’église Saint-Sauveur fut édifiée entre le XIe siècle et le XIIe siècle, et consacrée le 18 octobre 1615 par l’évêque de Marseille. Accolée au château jusqu'à sa destruction à la Révolution française, elle servait d'abri aux habitants de la ville lors des épidémies, des guerres et des pillages qui ont accablé la cité pendant des siècles.
À l'intérieur, sont conservées de nombreuses œuvres parmi lesquelles une statue représentant la Vierge à l'Enfant, sculptée entre 1620 et 1630 et attribuée à Leonardo Mirano.

## Rattachement
L'église fait partie de la paroisse Saint Matthieu d'Aubagne qui est rattachée au diocèse de Marseille.

## Architecture
Sa haute façade est percée d'un oculus, le portail d’entrée est en pierre de taille. 

## L’orgue
L’orgue est un magnifique instrument de musique composé de 2244 tuyaux répartis en 30 jeux et animés par trois claviers et un pédalier. Elément fondamental du patrimoine, il a été classé monument historique en 1979.
Il fut créé en 1665 par André Eustache de la dynastie de facteurs Eustache qui fabriqua de nombreuses orgues dans tout le Sud de la France entre 1630 et 1787. L’instrument fut entièrement reconstruit en 1784 par le célèbre facteur marseillais Jacques Génoyer.
Les deux buffets ont été repeints en polychromie et faux marbre.

## Galerie

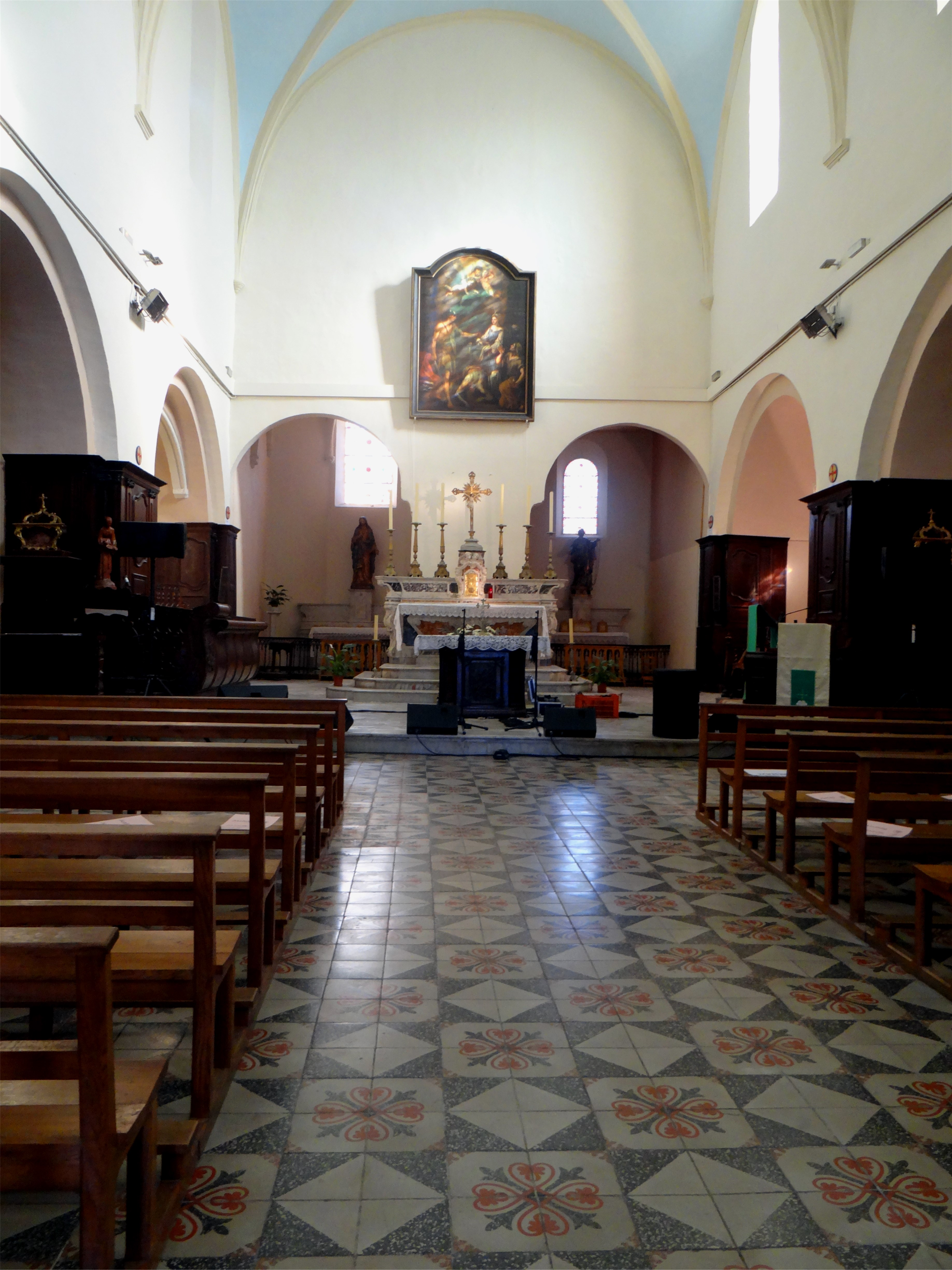
La nef.
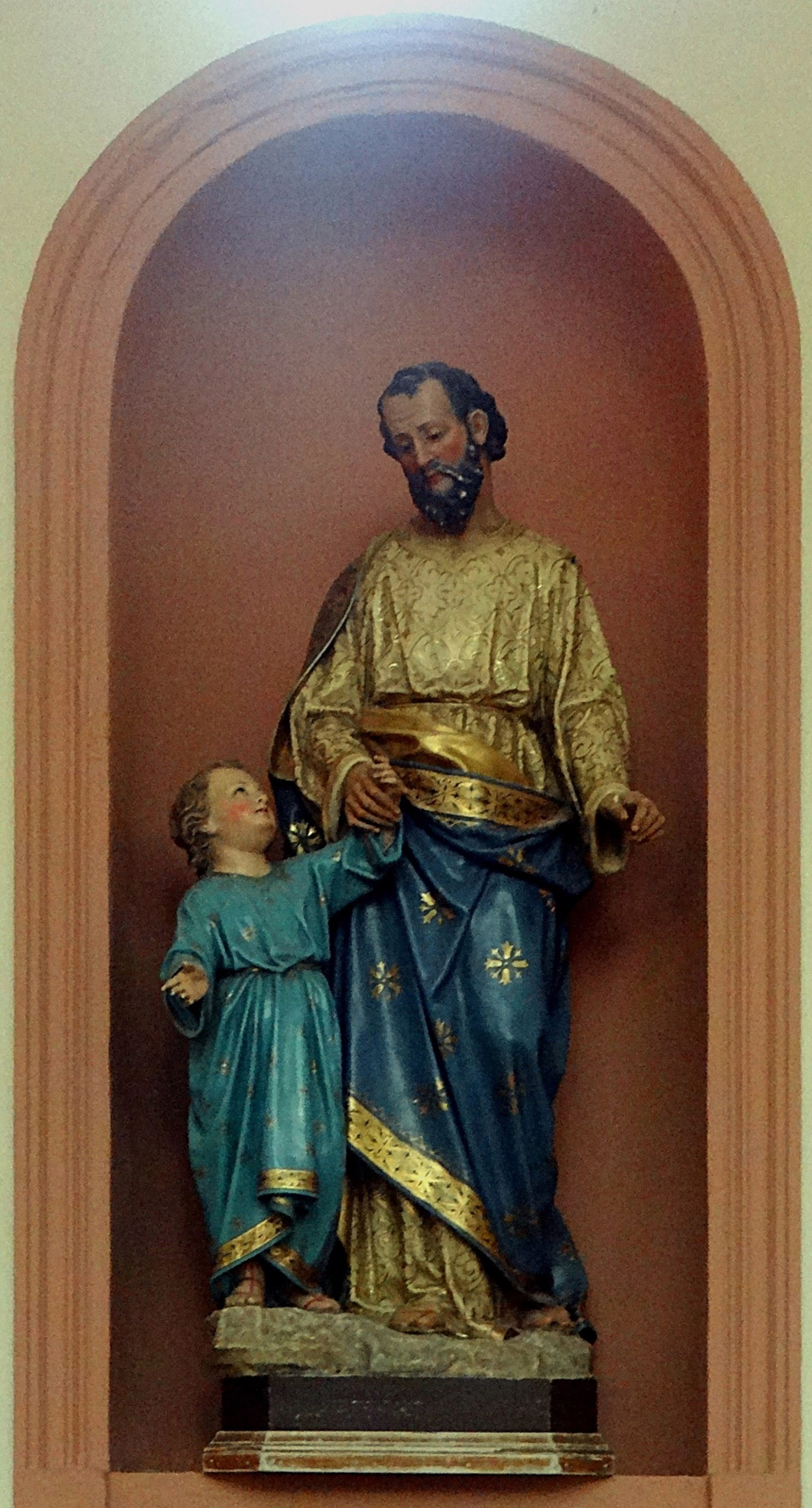
Statue polychrome de saint Joseph et l'Enfant Jésus.
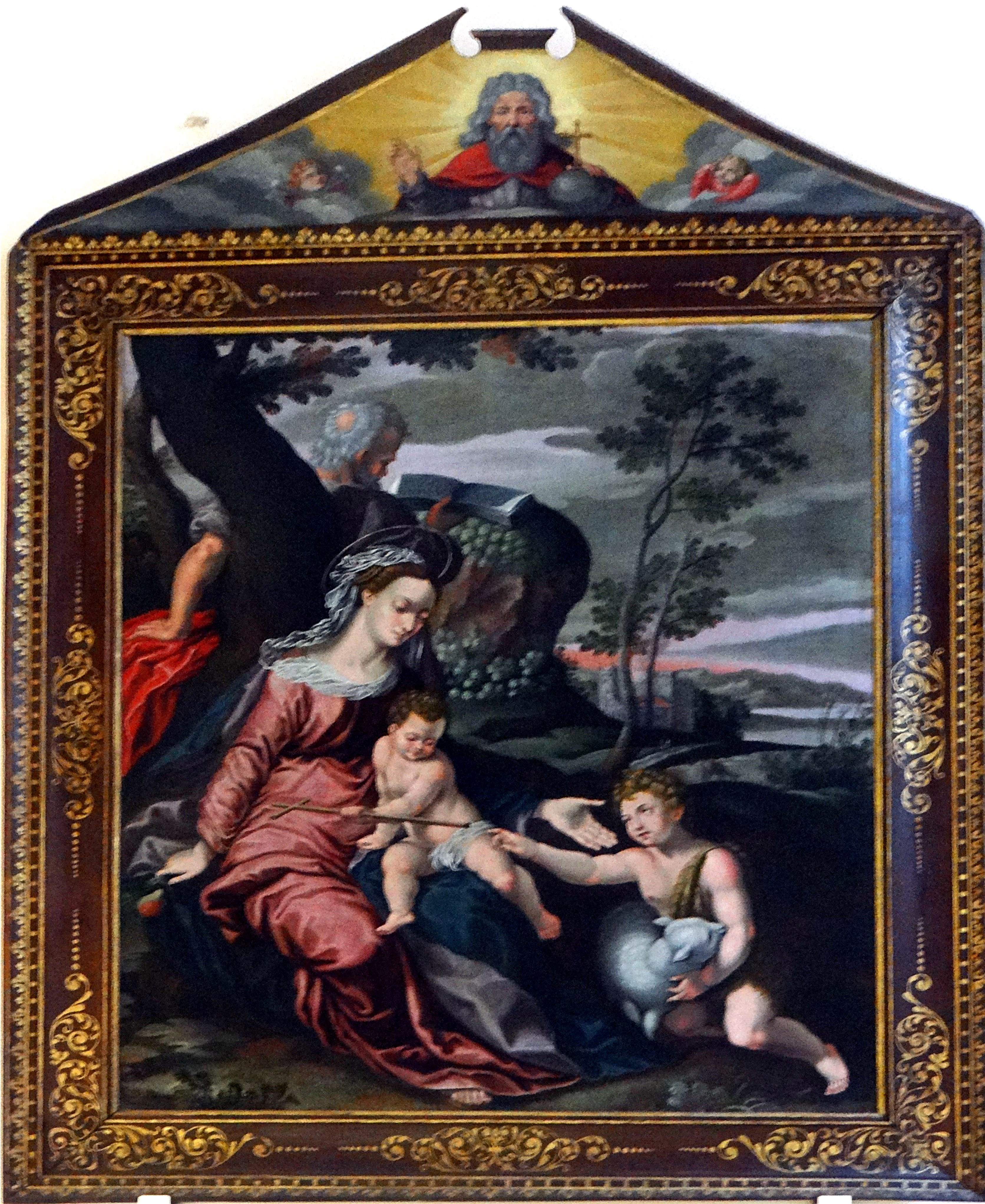
Tableau de la Sainte Famille avec saint Jean Baptiste.